# Stefano Donagrandi
Stefano Donagrandi (Bormio, 1º settembre 1976) è un ex pattinatore di velocità su ghiaccio italiano.
Nell'inseguimento a squadre vanta la conquista della medaglia d'oro ai XX Giochi olimpici invernali di Torino 2006, insieme a Matteo Anesi, Enrico Fabris e Ippolito Sanfratello.

## Palmarès

### Giochi olimpici invernali
- 1 medaglia:
  - 1 oro (inseguimento a squadre a Torino 2006)